# 카르카로돈토사우루스
카르카로돈토사우루스(Carcharodontosaurus)는 중생대 백악기 전기에 살았던 육식공룡이다. 몸길이 12~12.5m, 무게는 7~8t으로 추정되며, 머리 길이만 해도 1.4m나 되었다. 이름의 의미는 "상어 이빨 도마뱀"으로, 상어의 이빨과 닮은 바나나 크기의 이빨에서 나온 이름이다. 카르카로돈토사우루스는 모로코 켐켐층에서 발견되었으며, 이 지층의 최상위 포식자로 군림했을 것이다. 대부분의 다른 카르카로돈토사우루스과 공룡들과 비슷하게 두개골은 좁고 가늘고, 이빨은 스테이크 나이프와 비슷해서 날카로운 이빨로 살점을 베어내는 방식으로 사냥했을 것으로 추측된다. 가장 큰 육식공룡으로 자주 거론되는 스피노사우루스와 같은 시기에 살았지만, 주요 먹이와 서식지가 겹치지 않았기 때문에 대중매체에 알려진 것과는 다르게 서로간의 마찰은 거의 없었을 것이다. 또한 카르카로돈토사우루스의 주 사냥감으로 알려진 오우라노사우루스와는 서로 다른 시기에 살았기 때문에 공존하지도 않았다.

## 묘사

### 크기

키르카로돈토사우루스(어두운 노란색과 타메리랍토르(밝은 노란색)의 인간 과의 크기 비교도

에른스트 스트로머는 그의 표본 IPHG 1922 X46(현재 타메리랍토르라는 별개의 속으로 분류됨.)을 바탕으로 카르카로돈토사우루스가 티라노사우루스과 고르고사우루스와 크기가 비슷하다고 가설을 세웠다. 이 표본은 길이 9~10m로 추정되며, 현재의 완모식 표본(SGM Din-1)보다 15% 작다.이 표본이 폭격으로 소실된 이후 새로 발견된 SGM Din-1이 완모식 표본으로 대체되었으며, 길이는12~12.5m, 체질량은 약 7~8mt로 추정된다. 이로 인해 카르카로돈토사우루스 사하리쿠스(C.saharicus)는 알려진 가장 큰 수각류 공룡과 육상 육식동물 중 하나로 알려져 있다. 이후에 발견된 또다른 종 카르카로돈토사우루스 이구이덴시스(C.iguidensis)는 더 이른 시기에 서식했다. 길이는 10m, 체질량은 4mt정도였으며, 모식종 사하리쿠스(C.saharicus)보다 작았다.허나 2016년도에 이루어진 Chiarenza와 Cau의 발표에 따르면 이 종은 카르카로돈토사우루스속이 아닐 확률이 높고, 오히려 스피노사우루스과 더 관련되어 있다고 주장한다. 현재로는 이를 정식적으로 인정하고 있지는 않지만, 여전히 이구이덴시스는 논란의 여지가 있는 불완전한 종으로 야기된다.

## 고생물학

### 사냥 및 먹이
카르노사우루스하목의 치열은 뚜렷하며, 카르카로돈토사우루스과 치아는 뚜렷하게 얇고 칼날 같은 치아를 가지고 있다. 그러나 이 치아는 얇고 뼈와 같은 단단한 표면에 대한 충격을 지속할 수 없을 가능성이 높다. 이러한 위험은 치아의 치열에서 관찰되는 직선 가장자리, 약간의 반복된 끝, 그리고 정현파 모양으로 인해 더욱 악화된다. 이러한 특성에도 불구하고 치아는 여전히 작은 수각류보다 훨씬 더 견고하며 전체 크기 때문에 더 많은 압력을 받을 수 있다. 카르카로돈토사우루스는 또한 치아 교체율이 높아 치아를 유지하는 데 많은 에너지를 소비하는 기존의 뼈를 부수는 포유류와 달리 손상된 치아를 쉽게 교체할 수 있었다.비슷한 경우의 알로사우루스에서는 뼈를 부수는 물림의 증거가 관찰되었으며, 물림 자국에서 볼 수 있듯이 다른 개체와 함께 의식적으로 얼굴을 물거나 스테고사우루스의 골반을 물었을 가능성이 있다.
카르카로돈토사우루스와 아크로칸토사우루스, 티라노사우루스 등 다른 거대한 수각류의 물린 힘이 분석되었다. 연구에 따르면 카르카로돈토사우루스과는 같은 크기 등급임에도 불구하고 티라노사우루스보다 물린 힘이 훨씬 낮았다. 2022년 논문에서 카르카로돈토사우루스 사하리쿠스의 앞쪽 물린 힘은 11,312뉴턴으로 추정되었으며, 뒤쪽 물린 힘은 25,449뉴턴이었다. 이는 티라노사우루스보다 훨씬 낮아서 뼈를 먹지 않았다는 것을 의미한다. 수각류의 두개골에 대한 유한한 요소 설명도 이루어졌으며, 이는 카르카로돈토사우루스가 티라노사우루스과보다 부드러운 음식을 먹었다는 생각을 더욱 뒷받침한다. 카르카로돈토사우루스, 스피노사우루스, 아크로칸토사우루스의 사분면 근처 두개골의 뒤쪽 부분에서 많은 스트레스가 회복되었다. 이 수각류의 두개골은 작은 속에 비해 상대적인 스트레스 양이 더 많았다. 이는 거대한 분류군 (예: 카르카로돈토사우루스)의 두개골이 단단한 체격을 만드는 대신 무게를 절약하기 위해 큰 공압 구조를 가지고 있어 불안정했음을 나타낸다. 그러나 스피노사우루스와 수코미무스는 더 큰 물건 대신 가벼운 작은 먹이만 섭취할 수 있다는 더 큰 스트레스 값을 경험했으며, 카르카로돈토사우루스의 더 강한 두개골은 스트레스를 유지하면서 물 수 있었다.

### 볏 함수
카르카로돈토사우루스, 알로사우루스, 아크로칸토사우루스와 같은 수각류는 목적이 알려지지 않은 눈물샘이 커졌다. 고생물학자 대니얼 추어는 이 볏이 개체 간의 "머리 부딪힘"에 사용되었다고 가설을 세웠지만, 얼마나 내구성이 있는지는 연구되지 않았다.